# Artibeus inopinatus
Artibeus inopinatus је врста слепог миша из породице љиљака-вампира (Phyllostomidae).

## Распрострањење
Ареал врсте је ограничен на мањи број држава. Врста је присутна у Никарагви, Гватемали, Хондурасу и Салвадору.

## Станиште
Станиште врсте су шуме до 1.100 метара надморске висине.

## Угроженост
Подаци о распрострањености ове врсте су недовољни.